# Reinsdorf, Sachsen
Reinsdorf är en kommun och ort i Landkreis Zwickau i förbundslandet Sachsen i Tyskland. Kommunen har cirka 7 000 invånare.